# Ichneumon flavescens
Ichneumon flavescens là một loài tò vò trong họ Ichneumonidae.